# پیلیش‌سانتو
پیلیش‌سانتو (به مجاری:  Pilisszántó) یک شهرداری در مجارستان است که در ناحیه پیلیش‌ووروش‌وار واقع شده‌است. پیلیش‌سانتو ۱۵٫۹۶ کیلومتر مربع مساحت و ۲٬۴۳۳ نفر جمعیت دارد.